# Eduardo Rueda
Eduardo Rueda Pedroza (Ciudad de México, 23 de octubre de 1972) es un deportista mexicano que compitió en saltos de plataforma. Ganó una medalla de plata en el Campeonato Mundial de Natación de 2001 y una medalla de bronce en los Juegos Panamericanos de 1999.

## Palmarés internacional
| Campeonato Mundial   | Campeonato Mundial | Campeonato Mundial | Campeonato Mundial     |
| Año                  | Lugar              | Medalla            | Prueba                 |
| -------------------- | ------------------ | ------------------ | ---------------------- |
| 2001                 | Fukuoka (Japón)    | Medalla de plata   | Plataforma 10 m sincro |
| Juegos Panamericanos |                    |                    |                        |
| Año                  | Lugar              | Medalla            | Prueba                 |
| 1999                 | Winnipeg (Canadá)  | Medalla de bronce  | Plataforma 10 m        |